# Yū Shiotani
Yū Shiotani (jap. 塩谷優 Shiotani Yū; ur. 27 października 2001) – japoński zapaśnik walczący w stylu klasycznym. Brązowy medalista mistrzostw świata w 2022. Mistrz Azji w 2021 i 2022. Wicemistrz Japonii w 2019 i 2020 roku.